# كالينا موسكويدا لويس
كالينا موسكويدا لويس (بالإنجليزية: Kaleena Mosqueda-Lewis)‏ مواليد 3 نوفمبر 1993 في بومونا، هي لاعبة كرة سلة أمريكية. بدأت مسيرتها الاحترافية في سنة 2015. تم اختيارها من قبل فريق سياتل ستورم خلال الدرافت. تلعب مع سياتل ستورم في دوري الاتحاد الوطني لكرة السلة النسائية. وتحمل الرقم 23. يبلغ طولها 5 قدم 11 بوصة (1.8 م).

## روابط خارجية
- كالينا موسكويدا لويس على موقع الاتحاد الدولي لكرة السلة (الإنجليزية)
- كالينا موسكويدا لويس على موقع الاتحاد الوطني لكرة السلة النسائية (الإنجليزية)
- كالينا موسكويدا لويس على موقع كرة السلة الأوروبية.كوم (الإنجليزية)
- كالينا موسكويدا لويس على موقع كلية كرة السلة في سبورتس رفرنس.كوم (الإنجليزية)
- كالينا موسكويدا لويس على موقع بروبوليرز (الإنجليزية)
- كالينا موسكويدا لويس على موقع سبورتس رفرنس (الإنجليزية)